# Unione Sportiva Pontedera 1951-1952
Questa voce raccoglie le informazioni riguardanti l'Unione Sportiva Pontedera nelle competizioni ufficiali della stagione 1951-1952.

## Rosa
| N. |                   | Ruolo | Calciatore   |
| -- | ----------------- | ----- | ------------ |
|    | Italia (bandiera) | D     | S. Antonelli |
|    | Italia (bandiera) | D     | L. Bettini   |
|    | Italia (bandiera) | A     | O. Bianucci  |
|    | Italia (bandiera) | P     | E. Bimbi     |
|    | Italia (bandiera) | C     | C. Bolognesi |
|    | Italia (bandiera) | A     | E. Braccini  |
|    | Italia (bandiera) | A     | D. Desideri  |
|    | Italia (bandiera) | C     | U. Dini      |

| N. |                   | Ruolo | Calciatore         |
| -- | ----------------- | ----- | ------------------ |
|    | Italia (bandiera) | P     | Francesco Doveri   |
|    | Italia (bandiera) | D     | E. Galletti        |
|    | Italia (bandiera) | C     | Vittorio Ghirlanda |
|    | Italia (bandiera) | A     | R. Giusti          |
|    | Italia (bandiera) | C     | N. Pieracci        |
|    | Italia (bandiera) | C     | G. Piombanti       |
|    | Italia (bandiera) | C     | M. Rossi           |